# Колезано
Колезано (итал. Collesano) је насеље у Италији у округу Палермо, региону Сицилија.
Према процени из 2011. у насељу је живело 3409 становника. Насеље се налази на надморској висини од 488 м.

## Становништво
| 1931. | 1936. | 1951. | 1961. | 1971. | 1981. | 1991. | 2001. | 2011. |
| ----- | ----- | ----- | ----- | ----- | ----- | ----- | ----- | ----- |
| 5.752 | 5.915 | 6.348 | 6.031 | 5.098 | 4.604 | 4.589 | 4.253 | 4.095 |